# 31. januar
31. januar er dag 31 i året, i den gregorianske kalender. Der er 334 dage tilbage af året (335 i skudår).
Vigilius dag. Vigilius var biskop i Trento og blev myrdet i år 405 fordi han ved sine bønner kunne vælte et stort afgudsbillede.

### Begivenheder
Født - Dødsfald
- 1731 - Teatro Argentina indvies i Rom.
- 1863 - Christen Berg, Venstreleder, bliver valgt til Folketinget i Koldingkredsen.
- 1864 - Preussen og Østrig meddeler de neutrale stormagter, at de nu skrider til handling overfor Danmark, der stadig nægter at trække Novemberforfatningen tilbage. Samme nat går preussiske og østrigske tropper over Ejderen og ind i Slesvig.
- 1929 - Lev Trotskij idømmes landsforvisning fra Sovjetunionen.
- 1943 - Slaget ved Stalingrad: De store tyske styrker ved Østfronten i Rusland (6. armé under generalfeltmarskal Friedrich Paulus) kapitulerer efter et halvt års blodige kampe.
- 1944 - Den tyske besættelsesmagt begår schalburgtage mod Palladiums filmatelier i Hellerup. Det sker blandt andet, fordi danskerne demonstrativt boykotter biografer, der spiller tyske film.
- 1948 - Mahatma Gandhi kremeres på bredden af Ganges i Indien.
- 1950 - USA’s præsident Harry S. Truman giver ordre til fremstilling af en brintbombe.
- 1953 - Ved Stormfloden i Nordsøen omkommer mere end 2.000 mennesker primært i Nederlandene (Zeeland).
- 1958 - Den første vestlige satellit – ”Explorer 1” – bliver sendt ud i rummet med en Jupiterraket fra Cape Canaveral i Florida, USA. USA kommer dermed tre måneder efter Sovjetunionen, der var blevet de første med ”Sputnik 1”.
- 1959 - Fyrmester R. Westborg fratræder som fyrmester på Kegnæs Fyr
- 1971 - Oslobåden Prinsesse Margrethe sejler med fuld kraft mod klipperne ved Kullen, Sverige. Ingen kommer noget til ved uheldet.
- 1978 - Cykelrytteren Hans-Henrik Ørsted sætter verdensrekord på 5 km, med tiden 6.02,574. i Forum på Frederiksberg.
- 1990 - Den første russiske McDonald's åbner i Moskva.
- 2008 - Internettet går ned i dele af Mellemøsten, Asien og Afrika, efter de to søkabler, SEA-ME-WE 4 og FLAG, bliver beskadiget.

### Født
- 1686 - Hans Egede, norsk-dansk præst og missionær (død 1758).
- 1797 - Franz Schubert, østrigsk komponist og pianist (død 1828).
- 1881 - Anna Pavlova, russisk balletdanser (død 1931).
- 1902 - Tallulah Bankhead, amerikansk skuespiller (død 1968).
- 1902 - Alva Myrdal, svensk politiker og modtager af Nobels fredspris (død 1986).
- 1905 - Eva Miriam Hart, overlevende fra RMS Titanics forlis (død 1996).
- 1909 - Finn Salomonsen, dansk ornitolog (død 1983).
- 1923 - Norman Mailer, amerikansk forfatter og journalist (død 2007).
- 1928 - H.P. Clausen, dansk historiker og minister (død 1998).
- 1929 - Rudolf Mössbauer, tysk fysiker (død 2011).
- 1929 - Jean Simmons, engelsk skuespillerinde (død 2010).
- 1935 - Toni Liversage, dansk forfatter.
- 1935 - Ole Løvig Simonsen, dansk politiker og tidligere minister.
- 1935 - Kenzaburo Oe, japansk forfatter og modtager af Nobelprisen i litteratur.
- 1937 - Philip Glass, amerikansk komponist.
- 1938 - Beatrice Palner, dansk skuespiller (død 2013).
- 1938 - Beatrix, hollandsk regerende dronning.
- 1946 - Terry Kath, amerikansk guitarist i Chicago (død 1978).
- 1947 - Anne Wedell-Wedellsborg, dansk cand.phil. og professor i kinesisk.
- 1956 - Johnny Rotten, engelsk sanger i Sex Pistols.
- 1957 - Henrik Dam Kristensen, dansk politiker og tidligere socialminister.
- 1960 - Jan Linnebjerg, dansk skuespiller.
- 1966 - Brian Mikkelsen, dansk politiker og justitsminister.
- 1969 - Katrine Gislinge, dansk pianist.
- 1970 - Søren Andersen, dansk fodboldspiller.
- 1970 - Minnie Driver, amerikansk skuespiller.
- 1974 - Peter Hovmand, dansk-grønlandsk forfatter og fotograf.
- 1981 - Justin Timberlake, amerikansk sanger.
- 1982 - Helena Paparizou, græsk-svensk sanger og fotomodel.
- 1985 - Morten "Duncan" Rasmussen, dansk fodboldspiller.

### Dødsfald
- 1606 - Guy Fawkes, engelsk soldat og konpirator (født 1570) - henrettet.
- 1729 - Jacob Roggeveen, nederlandsk opdagelsesrejsende (født 1659).
- 1861 - Ernst Meyer, dansk maler (født 1797).
- 1883 - Christian Zinck, dansk smed og stifter (født 1807).
- 1915 - Gustav Bang, dansk politiker og historiker (født 1871).
- 1943 - Agis Winding, dansk skuespiller (født 1875).
- 1956 - A. A. Milne, engelsk forfatter (født 1882).
- 1967 - Poul Henningsen (PH), dansk arkitekt, samfundsrevser og forfatter (født 1894).
- 1974 - Samuel Goldwyn, polsk-født amerikansk filmstudiegrundlægger (født 1882).
- 1976 - Evert Taube, svensk forfatter, komponist og visesanger mm. (født 1890).
- 1995 - George Abbott, amerikansk dramatiker (født 1887).
- 1996 - Claus Deleuran, dansk tegneserieskaber og historieformidler (født 1946).
- 2010 - Kage Baker, amerikansk science fiction- og fantasyforfatter (født 1952).
- 2021 - Niels Boserup, dansk journalist og erhvervsleder (født 1943).

|  | Denne datoartikel kan blive bedre, hvis der indsættes et (bedre) billede Du kan hjælpe ved at afsøge Wikimedia Commons for et passende billede eller uploade et godt billede til Wikimedia Commons iht. de tilladte licenser og indsætte det i artiklen. |